# Domodossola
Domodossola (italienische Aussprache [domoˈdɔssola], lombardisch Dòm, walserdeutsch Döm; veraltet deutsch Duhm oder auch Thum bzw. Domo) ist eine Stadt in der Provinz Verbano-Cusio-Ossola in der Region Piemont. Die Stadt ist der Hauptort des Ossolatals (Eschental, Val d’Ossola).

## Lage und Einwohner
Die Stadt römischen Ursprungs liegt am Toce im Zentrum des Val Ossolane (Ossola-Tal) auf der Route vom Simplonpass zum Lago Maggiore, in einer Talweitung, in die verschiedene Nebentäler münden, auf einem großen Schwemmfächer, den die Bogna, der rechte Nebenfluss des Toce, hier aufgeschüttet hat. In der Antike wurde Domodossola (nach den Lepontiern) Oscella Lepontiorum, später Domus Ossulae genannt. Durch ihre strategische Lage an der Passstraße war sie schon früh ein wichtiges Zentrum.
Heute zählt Domodossola 17.723 Einwohner (Stand am 31. Dezember 2023). Die Gemeinde umfasst eine Fläche von 36,89 km². Zu Domodossola gehören die Fraktionen Mocogna, Castanedo, Badulerio, San Quirico, Calice, Borgata Casa Delle Rane, Calvario, Corte, Gabi Valle, Boschetto, Siberia und Nosere. Die Nachbargemeinden sind Beura-Cardezza, Bognanco, Crevoladossola, Masera, Montescheno, Trontano und Villadossola.
Als (ehemals) größte italienische Stadt, deren Name mit „D“ beginnt, wird Domodossola in italienischen Buchstabiertafeln für diesen Buchstaben benutzt («D come Domodossola»).

## Geschichte
Domodossola wurde bereits bei Claudius Ptolemäus erwähnt als Oksela Lepontiorum. Der Ort war in der römischen Kaiserzeit der Endpunkt einer Straße von Mailand an den Oberlauf des Toce, der Via Mediolanum-Verbannus, und Ausgangspunkt für die Überquerung des Alpenhauptkamms ins Wallis über Simplon- und Albrunpass. Unter der Herrschaft Theoderichs wurde die Stadt befestigt.
Im Mittelalter, endgültig 1014, erlangten die Bischöfe bzw. Bischof-Grafen von Novara die Territorialherrschaft über Domodossola sowie über die gesamte Ossola-Region. In der Auseinandersetzung zwischen Ghibellinen und Guelfen begaben sich die Ossolaner 1381 unter den Schutz der Herzöge von Mailand, d. h. der Visconti und später der Sforza. Nach der Niederlage Ludovico Sforzas gegen Frankreich 1500 fiel das Ossolatal an Spanien, 1714 dann – im Ergebnis des Spanischen Erbfolgekriegs – an Österreich. Napoleon eroberte die Region 1796, im Wiener Kongress kam sie als Teil des Königreichs Lombardo-Venetien wieder an Österreich. Nach dem Sardinischen Krieg fiel das Ossolatal 1859 an Sardinien-Piemont und ging in der Folge 1861 im neuen italienischen Staat auf.
Die Bedeutung der Stadt als Verkehrsknotenpunkt entwickelte sich mit den infrastrukturellen Neuerungen im 19. und 20. Jahrhundert, dem Ausbau der Simplonstraße unter Napoleon und vor allem dem Bau des Simplontunnels der Eisenbahn (1905).
Am 10. September 1944 wurde Domodossola Hauptstadt des 44 Tage währenden Partisanenstaats Repubblica dell’Ossola. Im Gebiet zwischen Domodossola, Cannobio und der Schweizer Grenze war es den Partisanen gelungen, die faschistischen Truppen zu vertreiben und eine eigene Republik auszurufen. Ab dem 19. Oktober rückten die Deutschen jedoch von Cannobio schnell wieder vor und erklärten wenige Tage später die Repubblica für beendet.

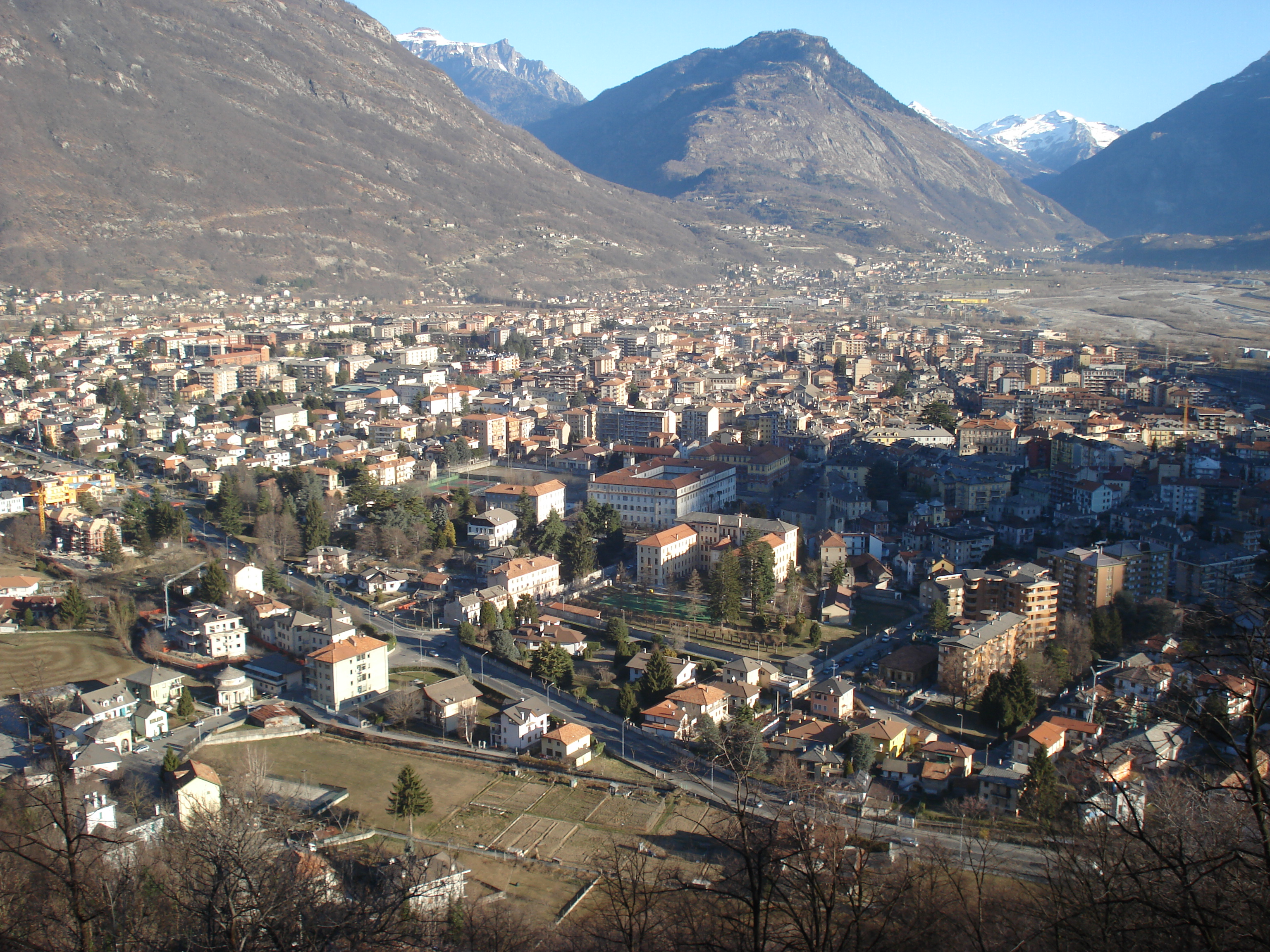
Blick auf Domodossola
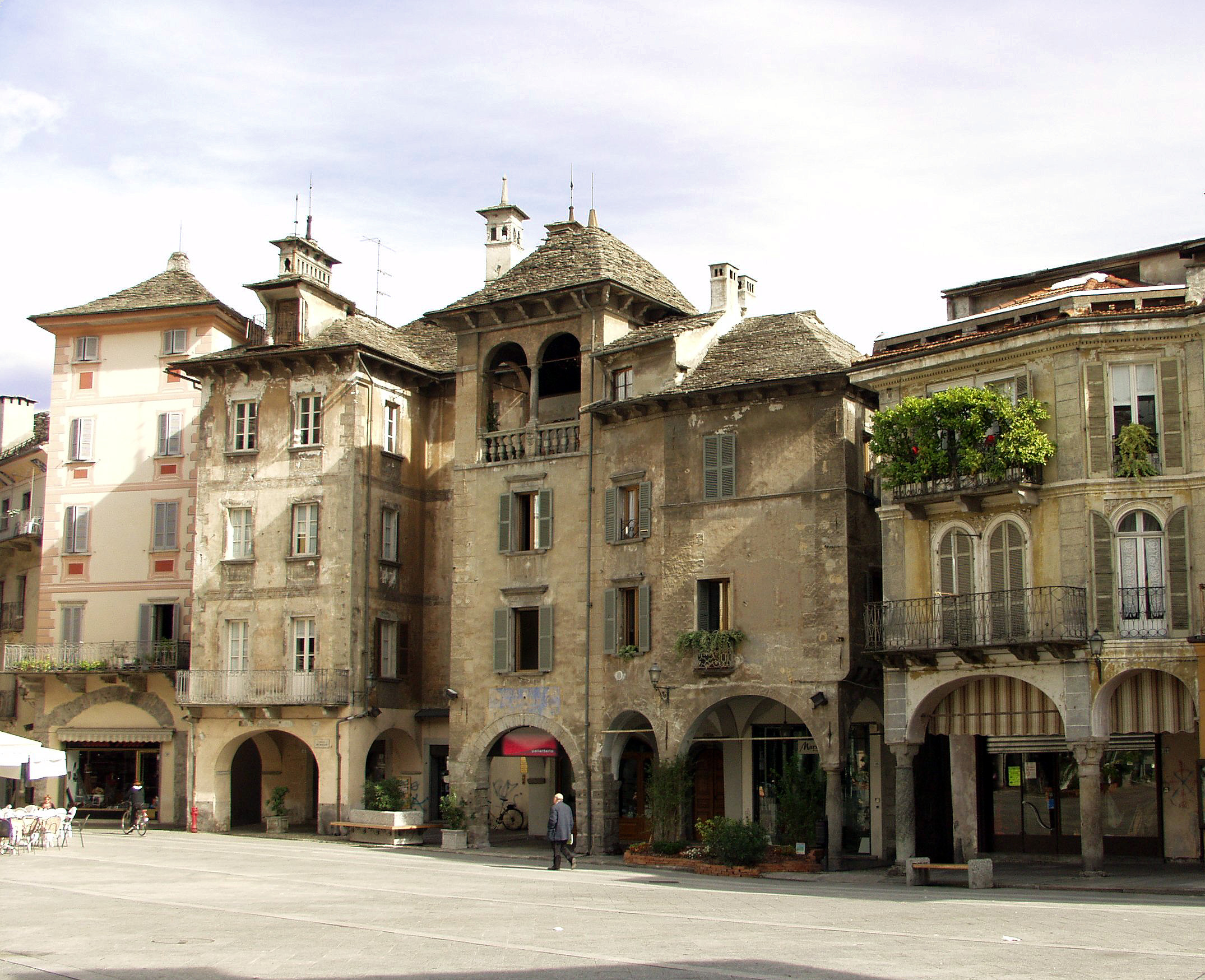
Historisches Zentrum
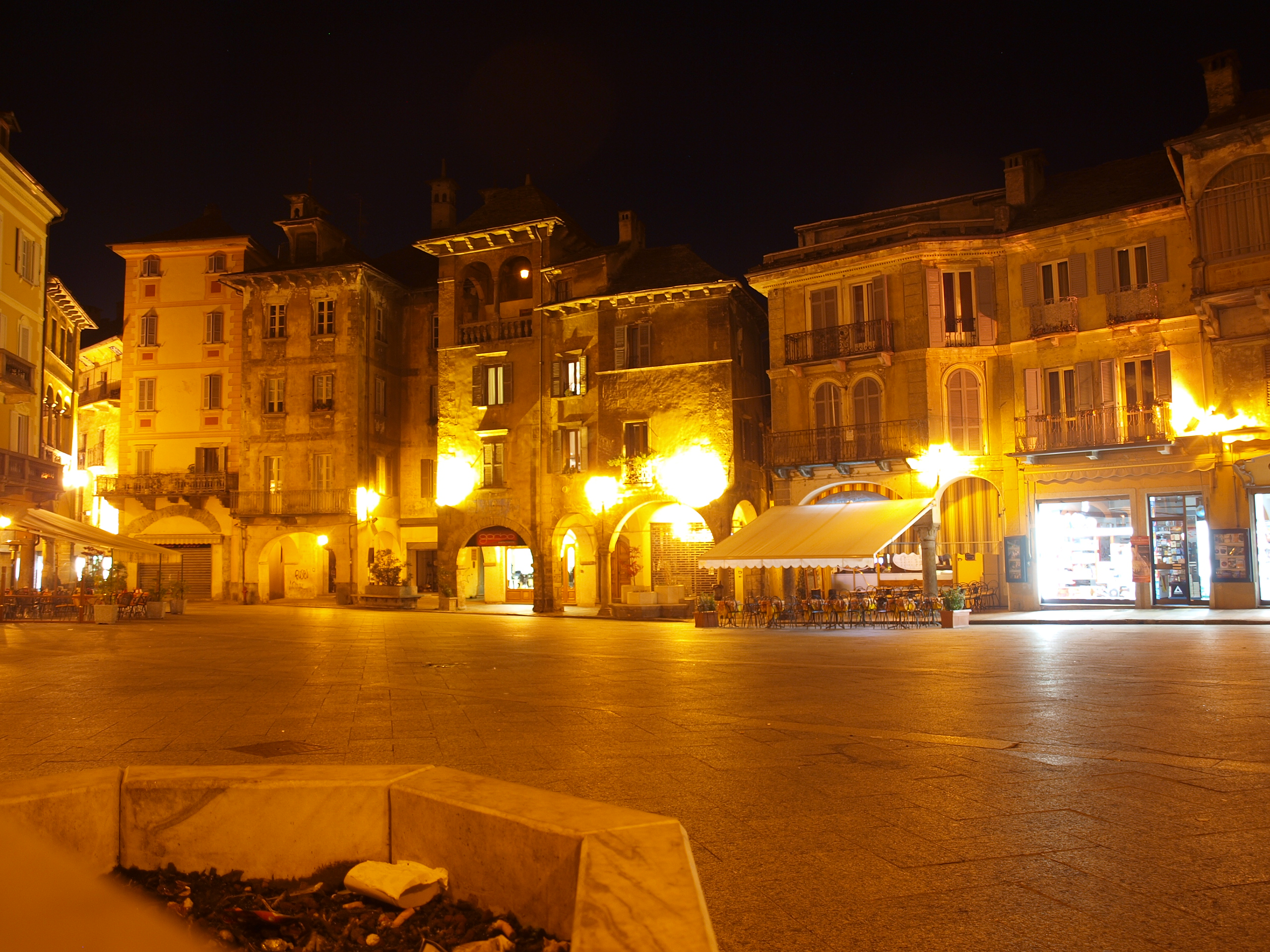
Piazza Mercato am Abend
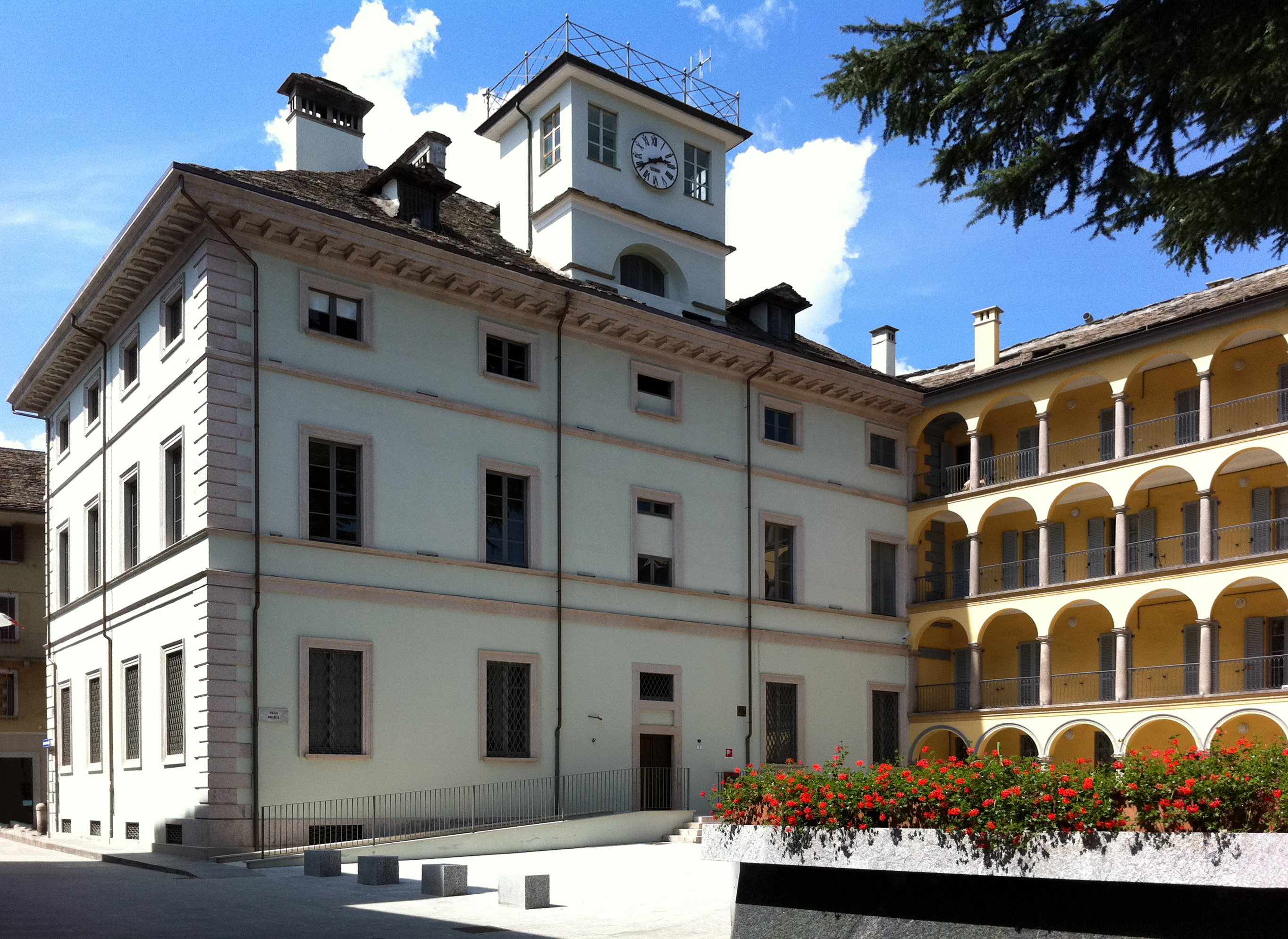
Palazzo Mellerio

## Sehenswürdigkeiten

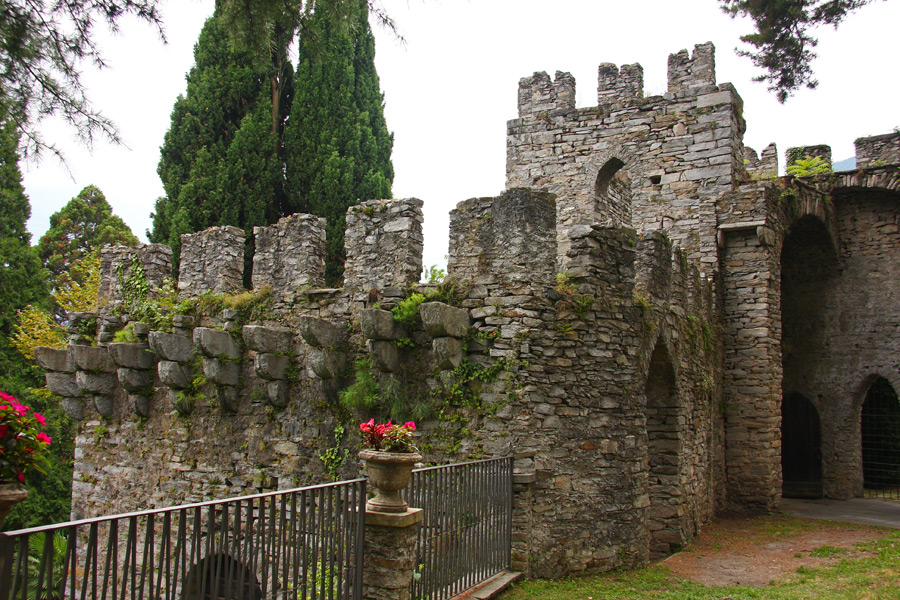
Schloss Mattarella (Ruine)

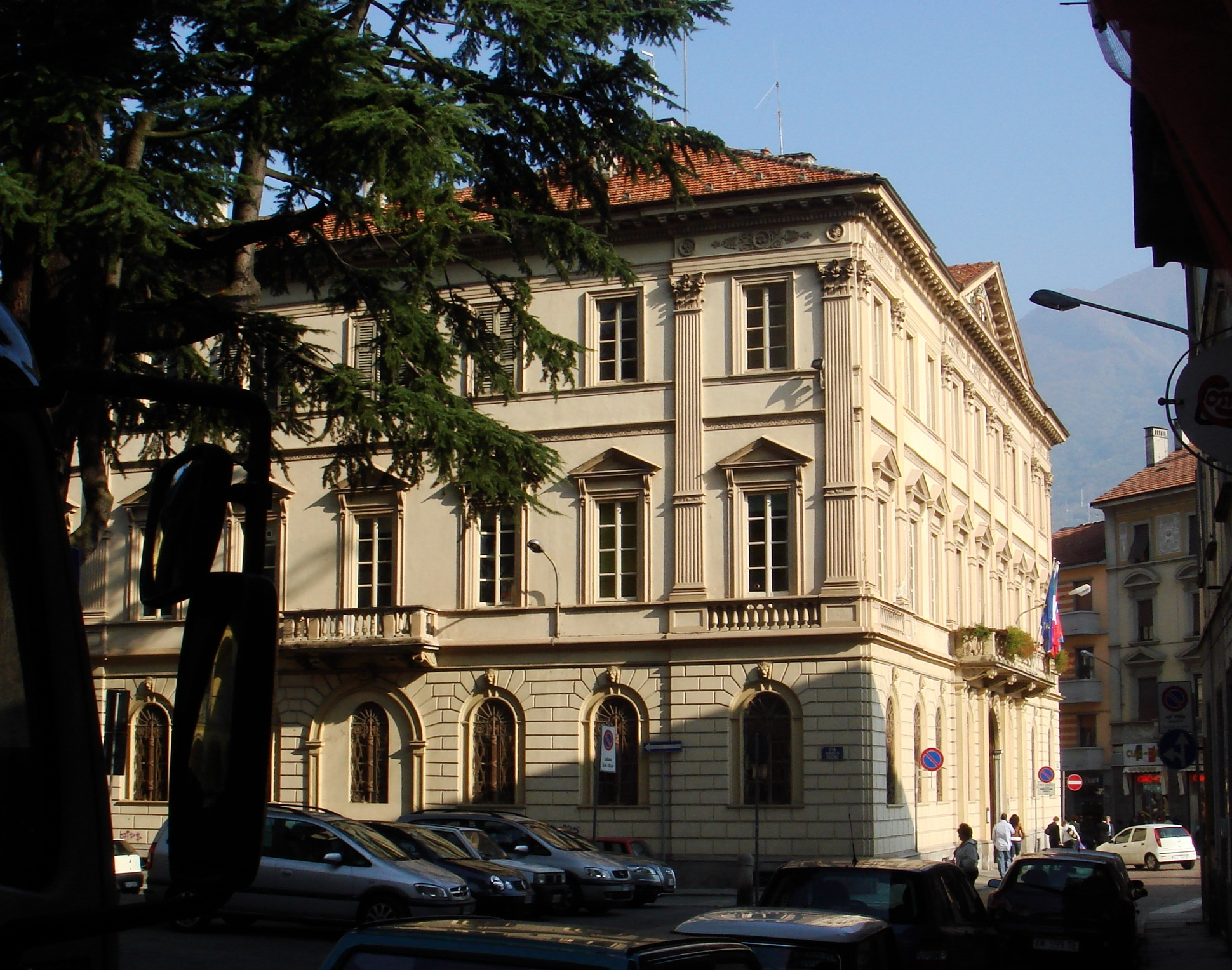
Palazzo di Città

- Am Stadtrand ist der Sacro Monte di Domodossola zu besichtigen. Er ist Teil der Sacri Monti. Die Sacri Monti im Piemont und in der Lombardei sind seit 2003 ein Bestandteil des UNESCO-Weltkulturerbes in Norditalien.
- Der Palazzo Silva im historischen Zentrum von Domodossola, der auf das 14. Jahrhundert zurückgeht, gilt in Italien als Denkmal von nationaler Bedeutung. Im Innern ist ein kulturhistorisches Museum untergebracht, das Civico Museo di Palazzo Silva.
- Palazzo di Città (Rathaus), erbaut 1874 von Architekt Giovanni Leoni.
- Palast Mellerio, seinen Namen verdankt er Graf Giacomo Mellerio (1777–1847), Großkanzler des Königreichs Lombardo-Venetien. Als großer Wohltäter vertraute er 1816 dem Architekten Gian Luca della Somaglia den Bau des Palastes an mit der Absicht, ihn zu einem Komplex von Gymnasien zu machen. Am 5. November 1818 gründete Mellerio in diesem Gebäude das erste klassische Gymnasium von Ossolatal.
- Simplonmuseum (Museo sempioniano): Gegenstände, Unterlagen und Modelle erzählen vom Simplontunnelbau (1906). Weitere Exponate betreffen die Geschichte des Passes vor dem Tunnelbau und den Flug von Geo Chávez (1910).
- Städtisches Naturwissenschaftliches Museum (Civico Museo di Scienze Naturali) im Palazzo San Francesco: Sammlung von botanischen, paläontologischen, zoolitischen, malakologischen, zoologischen, mineralogischen und geologischen Exponaten aus der früheren G. G. Galletti-Stiftung.
- Naturwissenschaftliches Museum Mellerio Rosmini (Museo di Scienze Naturali „Mellerio Rosmini“): die Sammlung umfasst Tiere, Pflanzen und Mineralien. In der mineralogischen Abteilung werden Gesteinsproben ausgestellt, die anlässlich des Simplontunnelbaus vorgefunden wurden.
- Schloss Mattarella (Ruine)
- Denkmal für den Flugpionier Geo Chávez[7]

## Verkehr

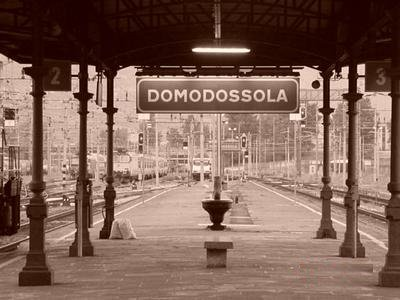
Im Bahnhof Domodossola

Gianfranco Contini und Francesco Mazzoni

Mit der Eröffnung der Simplonstraße durch Napoleon im Jahre 1805 begann das Wachstum der Stadt. Die Eisenbahn-Anbindung nach Novara im Jahr 1888 und der Bahnbau durch den Simplontunnel (1906) brachten der Stadt weiteren Zuwachs.
Der Bahnhof Domodossola liegt an der Bahnstrecke Milano-Domodossola, die hier als Simplonstrecke (Domodossola–Vallorbe) in Richtung Brig fortgesetzt wird sowie der Bahnstrecke Ribellasca–Domodossola, dies ist der italienische Teil der Centovallibahn. An diesen Bahnhof schließt sich südlich der unvollendet gebliebene Rangierbahnhof Domo II an, der heute als Grenzbahnhof für den Güterverkehr benützt wird.
Domodossola liegt außerdem an der SS 33, die das Ossolatal mit der A26 verbindet.

## Städtepartnerschaften
- Brig-Glis, Kanton Wallis
- Busto Arsizio, Lombardei[8]

## Persönlichkeiten
- Ascanio Marso (* um 1500 Bologna; † um 1570 in Mailand), Podestà von Pavia, Commissario von Domodossola, Autor[9]
- Giovanni Battista Palletta (1748–1832), Professor der Anatomie und Primarchirurg
- Francesco Mauro (1887–1952), Ingenieur, Unternehmer, Abgeordneter und Sportfunktionär
- Giovanni Mauro (1888–1958), Fußballschiedsrichter und -funktionär
- Gianfranco Contini (1912–1990), Romanist, Italianist und Literaturwissenschaftler
- Alberto Fortis (* 1955), Liedermacher
- Alberto Polacchi (* 1973), Skeletonpilot
- Lorenzo Squizzi (* 1974), Fußballspieler
- Riccardo Lorenzone (* 1976), Grasskiläufer
- Massimiliano Blardone (* 1979), Skirennläufer
- Michele Gori (* 1980), Jazzmusiker
- Maurizio Oioli (* 1981), Skeletonpilot
- Francesca Barale (* 2004), Radrennfahrerin